# Вулиця Хрещатик, 25
Хрещатик, 25 («Будинок із зіркою», «Дружба») — трисекційна 15-поверхова цегляна житлова споруда, збудована в 1954 році. Являє собою одну з головних споруд Хрещатика, розміщується на підйомі і завершує перспективу вулиці Богдана Хмельницького. Будинок можна віднести до сталінських висоток, збудованих також у Москві, Ризі і Варшаві. На першому поверсі будинку розміщений кінотеатр «Дружба», відкритий у 1956 році.
Будівля споруджена на основі конструктивної каркасної схеми, без тримальної середньої стіни.
Комплекс складає центральний 15-поверховий житловий корпус, увінчаний баштою і шпилем із зіркою і обрамлений двома 9-поверховими «крилами». Також в єдиний комплекс з висоткою входять два 11-поверхових житлових будинки, симетрично розташованих щодо висотки, що разом з рештою забудови Хрещатика створюють красивий і гармонійний архітектурний ансамбль.
Архітектори будівлі — А. Добровольский, О. Малиновський,  П. Петрушенко, інженер — І. Скачков.

## Додаткові факти

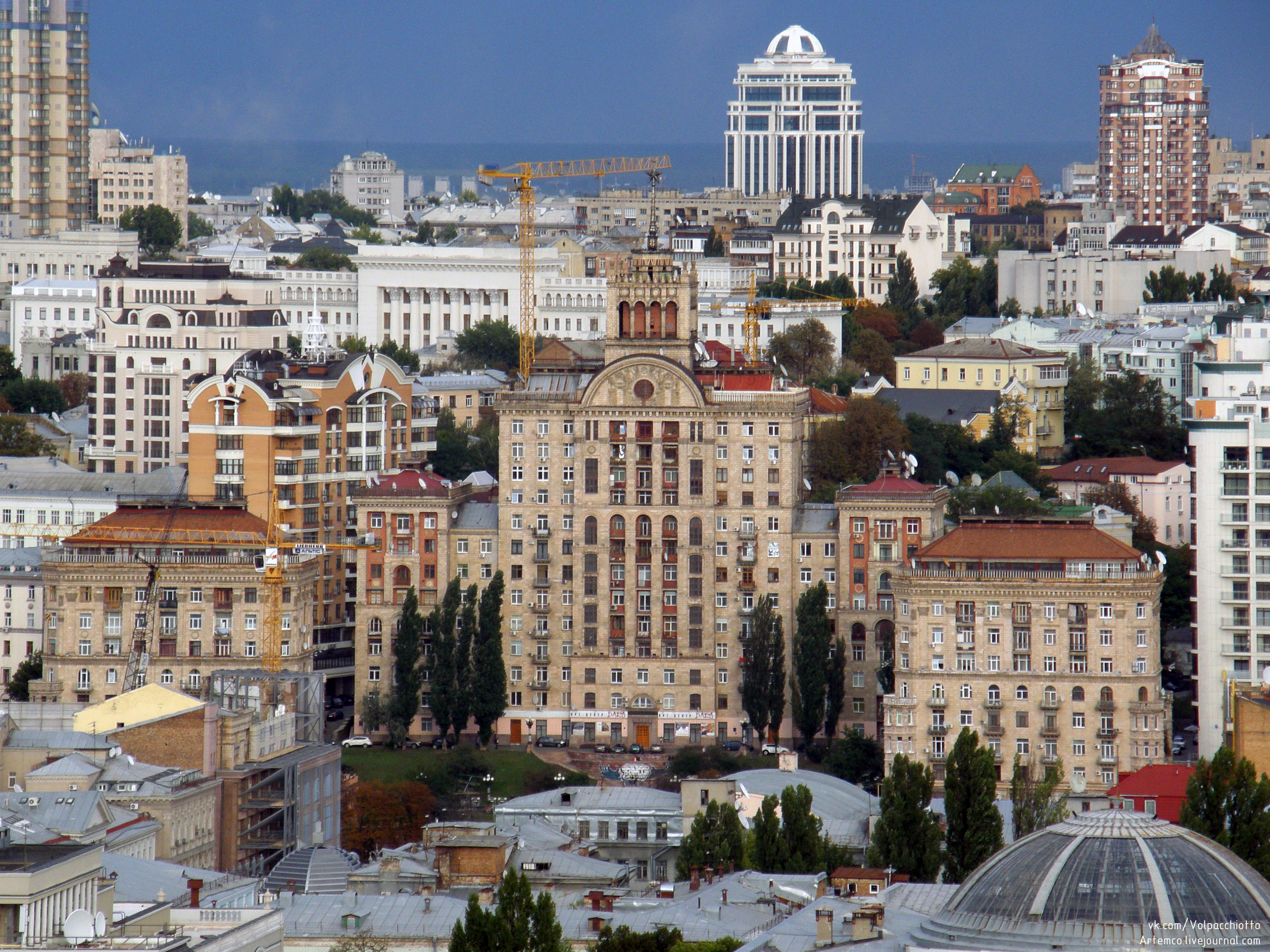

- На 1954 рік побудови будинок був найвищою спорудою Києва, і тримав позицію аж до 1981 року. Наступником став Будинок Торгівлі.

- Кінотеатр «Дружба» був відкритий 16 лютого 1956 року. Нині не діє, в його приміщенні знаходиться виставкова галерея.

- Спочатку на ескізах цей будинок виглядав зовсім інакше. Один з варіантів припускав будову приземистої масивної споруди з великим куполом, який вінчала багатофігурна скульптурна група. На парапеті планувалося розмістити аж 16 фігур. Сходи, які вели до будинку від Хрещатику, і підпірну стінку теж хотіли доповнити скульптурами. Ця будівля мала використовуватись як Будинок народних зборів.[2][неавторитетне джерело]

- Будівлі присвячено перший фільм екстремального документального кінопроєкту «Вторгнення» під назвою «Дім під зіркою».